# Канталупа
Канталупа (італ. Cantalupa) — муніципалітет в Італії, у регіоні П'ємонт,  метрополійне місто Турин.
Канталупа розташована на відстані близько 540 км на північний захід від Рима, 33 км на південний захід від Турина.
Населення — 2578 осіб (2014).
Щорічний фестиваль відбувається 3 лютого. Покровитель — святий Власій.

## Демографія
Населення за роками:

Станом на 1 січня 2023 року в муніципалітеті офіційно проживали 62 іноземці з 18 країн, серед них 38 громадян країн Євросоюзу.

## Сусідні муніципалітети
- Кум'яна
- Фроссаско
- Ролетто